# Strijdwagen

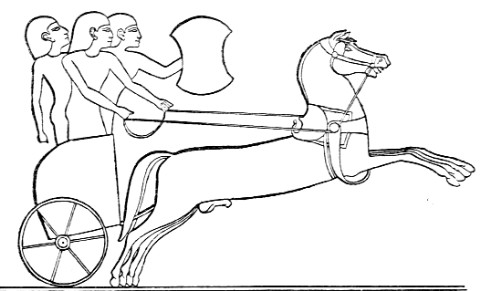
Hettitische strijdwagen (tekening van een Egyptisch reliëf)

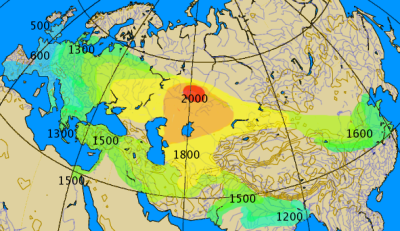
Historische kaart van de verspreiding van de strijdwagen (bij benadering), 2000–500 v.Chr.
Sintasjtacultuur

Een strijdwagen is een door paarden, onagers, ossen of muildieren getrokken voertuig. De strijdwagen werd gedurende de Brons- en IJzertijd gebruikt in de oorlogvoering, en later nog voor reizen, processies en in spellen nadat zijn militaire rol was uitgespeeld.
De cruciale uitvinding die de bouw van lichte, door paarden getrokken strijdwagens voor gebruik in de strijd mogelijk maakte was het spaakwiel in plaats van het oudere massieve wiel. In deze periode konden de meeste paarden het gewicht van een krijger niet dragen; het oorspronkelijk wilde paard was niet groter dan een grote pony. Wagens waren in de strijd alleen praktisch inzetbaar op tamelijk vlak, open terrein. Toen de paarden geleidelijk groter en sterker werden door selectief fokken, werd de strijdwagen verdrongen door de bereden cavalerie. De vroegste strijdwagens met spaakwielen zijn te dateren vanaf circa 2000 v.Chr.. Het gebruik hiervan bereikte een hoogtepunt rond 1299 v.Chr. (zie de Slag bij Kadesh). Wagenrennen bleven tot de 6e eeuw populair in Constantinopel.
In de moderne oorlogvoering wordt de tactische rol van de strijdwagen overgenomen door de tank of het pantserinfanterievoertuig. In de Eerste Wereldoorlog, net voor de introductie van de eerste tanks, waren motorfietsen met een machinegeweer dat op een zijspan bevestigd werd en pantserwagens de gemotoriseerde versies van de strijdwagen. De Russische Tatsjanka kan gezien worden als een korte herintroductie van de door paarden getrokken strijdwagens, gewapend met machinegeweer, maar deze waren eerder een lichte versie van de bereden artillerie die de Europese slagvelden meer dan honderd jaren heeft gekenmerkt.

## Vroegste vormen

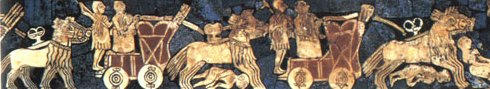
Reliëf van vroege strijdwagens op de standaard van Ur, ca. 2600 v.Chr.

De vroegste afbeelding van deze voertuigen in de context van oorlogvoering is op de standaard van Ur in zuidelijk Mesopotamië, ca. 2600 v.Chr. De afgebeelde voertuigen zijn meer - nog steeds dubbelassige - karren dan strijdwagens, getrokken door ossen, getemde ezels of onagers. Hoewel er soms een speerwerper en een wagenmenner op stond, waren dergelijke zware met huiden bedekte proto-strijdwagens waarschijnlijk deel van de achterhoede (bijvoorbeeld in koninklijke begrafenisstoeten) in plaats van wagens voor de strijd zelf. De Sumeriërs hadden ook een lichter, tweewielig type strijdwagen, getrokken door vier onagers, maar die had nog altijd massieve houten wielen. Het zesspakig wiel zou niet eerder dan rond het midden van het tweede millennium v.Chr. in Mesopotamië verschijnen.

## Indo-Iraniërs

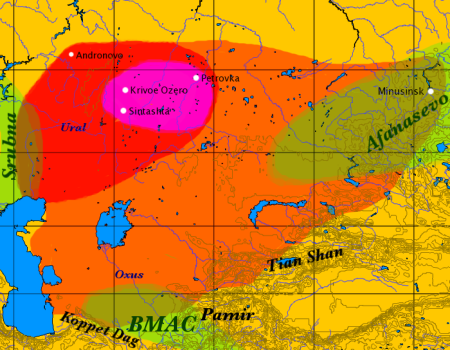
De streek van de spaakwielige strijdwagen binnen de Sintasjta-Petrovkacultuur

De vroegste bekende volledig ontwikkelde strijdwagens zijn die uit de strijdwagengraven van de Sintasjta-Petrovkacultuur in het huidige Rusland en Kazachstan vanaf circa 2000 v.Chr. Deze cultuur is op zijn minst deels afgeleid van de vroegere jamnacultuur. Men bouwde zwaar versterkte nederzettingen, hield zich bezig met een bronsmetallurgie op een tot dan toe ongeziene schaal en hadden complexe begrafenisrites die doen denken aan de Arische rituelen bekend van de Rig-Veda. De strijdwagengraven van Sintasjta-Petrovka bevatten strijdwagens met spaakwielen. De Andronovocultuur zou zich over de volgende eeuwen verspreiden over de steppen van de Oeral tot de Tiensjan, waarschijnlijk overeenkomstig de vroege Indo-Iraanse culturen die zich uiteindelijk zou verspreiden naar Iran en India in de loop van het 2e millennium v.Chr..
Strijdwagens spelen een prominente rol in de Indo-Iraanse mythologie. Strijdwagens zijn eveneens een belangrijk onderdeel van zowel Hindoe- als Perzische mythologie, met de meeste goden van hun pantheon afgebeeld als rijdend in een strijdwagen. Het Sanskrietwoord voor een strijdwagen is ratha, gemeenschappelijk Proto-Indo-Europees woord voor "wiel" dat ook in het Latijnse rota en het Germaanse rad doorklinkt.
Er zijn enkele afbeeldingen van strijdwagens onder de petrogliefen in de zandsteen van de Vindhyabergketen. Twee afbeeldingen van strijdwagens zijn gevonden in Morhana Pahar, in het Mirzapurdistrict. De ene toont een groep van twee paarden, met het hoofd van één menner zichtbaar. De andere wordt getrokken door vier paarden, heeft zesspakige wielen, en toont een rechtopstaande menner in een grote strijdwagenbak. Deze strijdwagen wordt onder vuur genomen, met een figuur die een schild hanteert en een staf in haar pad, en een andere figuur bewapend met pijl-en-boog die zijn rechterflank bedreigt.
De suggestie is gemaakt dat de afbeeldingen een inval weergeven, zeer waarschijnlijk daterend uit de vroege eeuwen v.Chr., vanuit een centrum in de Ganges–Yamunavlakte in het gebied van nog in een neolithisch stadium vertoevende jagende stammen. De afbeeldingen zouden dan een weergave zijn van een vreemde technologie, vergelijkbaar met het Arnhemland waar Aboriginalrotsschilderingen westerlingen afbeelden. De zeer realistische strijdwagens gegrift in de Sanchistoepa's worden ergens in de 1e eeuw gedateerd.

## China
De oudste strijdwagen in China werd ontdekt in 1933 te Hougang, in een graf nabij Anyang in Henan en dateert uit de regeerperiode van koning Wu Ding van de Shang-dynastie (ca. 1200 v.Chr.). Waarschijnlijk kende men al strijdwagens tijdens de Xia-dynastie (17e eeuw v.Chr.). Tijdens de Shang-dynastie, werden leden van de koninklijke familie begraven met een volledig huishouden en slaven, inclusief een strijdwagen, paarden, en een wagenmenner. Een Shang-strijdwagen werd vaak getrokken door twee paarden, maar er zijn er ook vierspannen gevonden in graven. Een eenheid bestond uit een boogschutter, een menner, en soms een derde gewapend met een speer of een dolk-bijl. Van de 8e tot de 5e eeuw, bereikte het gebruik van strijdwagens in China zijn piek.
De strijdwagen werd overbodig in de Periode van de Strijdende Staten. De voornaamste oorzaak hiervoor was de uitvinding van de kruisboog en het overnemen van nomadische cavalerie (bereden boogschutters), die effectiever was.

## Oude Nabije Oosten

### Hettieten
De oudste getuigenis van strijdwagens in oorlogvoering in het Oude Nabije Oosten is de Oud-Hettitisch Anittatekst (18e eeuw v.Chr.), die 40 groepen met paarden (40 ṢÍ-IM-DÌ ANŠE.KUR.RAḪI.A) bij de belegering van Salatiwara vermeldt. Daar enkel groepen zijn vermeld in plaats van expliciet strijdwagens, wordt de aanwezigheid van eigenlijke strijdwagens in de 18e eeuw als enigszins onzeker beschouwd. De eerste zekere bevestiging van strijdwagens in de Hettitische Rijk dateert van de late 17e eeuw (Hattusili I). Een Hettitische paardentrainingstekst bleef bewaard en is toegeschreven aan een zekere Kikkul uit Mitanni (15e eeuw v.Chr.).
De Hettieten waren vermaarde wagenmenners. Zij ontwikkelden een nieuw strijdwagentype, dat lichtere wielen had, met vier spaken in plaats van acht en die drie, in plaats van twee, strijders kon vervoeren. De Hettitische welvaart hing grotendeels af van hun controle over handelsroutes en natuurlijke hulpbronnen, meer bepaald, metalen. Toen de Hettieten de heerschappij over Mesopotamië verkregen, flakkerden spanningen tussen de naburige Assyriërs, Hurrieten en Egyptenaren op. Onder Suppiluliuma I veroverden de Hettieten Kadesj en uiteindelijk geheel Syrië. De slag bij Kadesh in 1299 v.Chr., waarin ongeveer vijfduizend wagens betrokken waren, is waarschijnlijk de grootste strijdwagenslag ooit geweest.

### Egypte

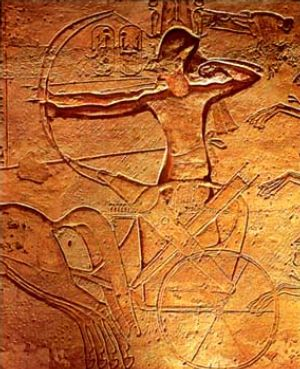
Relief van Ramses II in Aboe Simbel vechtend in de slag bij Kadesh. Merk op dat er twee boogschutters in de strijdwagen rijden, waarvan een de teugels om zijn lijf heeft gebonden om zijn handen vrij te maken.

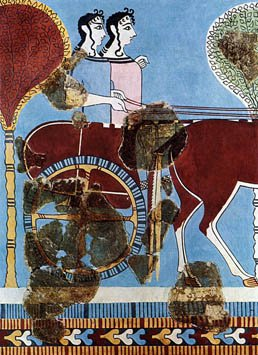
Gereconstrueerde fresco van een strijdwagen die twee Myceense vrouwen uit Tiryns vervoert, circa 1200 v.Chr.

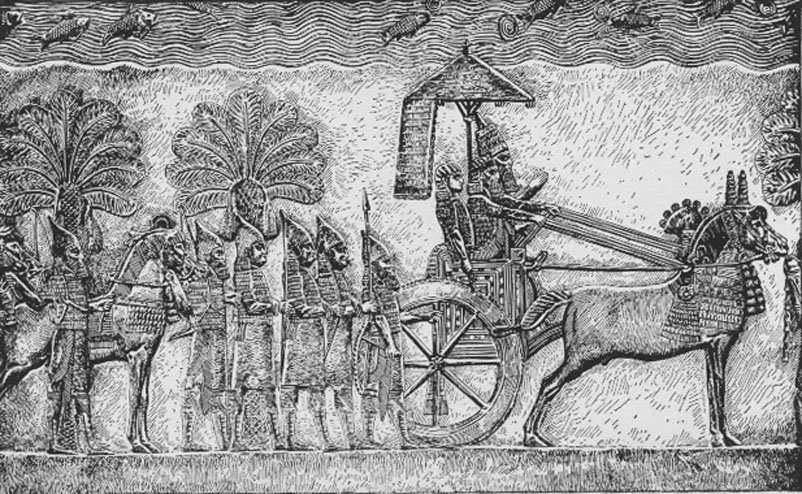
Sanherib, koning van Assyrië

De strijdwagen, tezamen met het paard zelf, werd in het Oude Egypte geïntroduceerd gedurende de regering van de Hyksosdynastie in de 16e eeuw v.Chr. In wat ons rest van de Oud-Egyptische en Assyrische kunst zijn er talrijke afbeeldingen van strijdwagens, waarop men kan zien met welke rijkdom ze soms bekleed waren. De strijdwagens van de Egyptenaren en de Assyriërs, voor wie de boog het voornaamste aanvalswapen was, waren rijkelijk voorzien van pijlkokers vol met pijlen. De Egyptenaren vonden rond 1500 v. Chr het jukzadel voor strijdwagens uit. De best bewaarde exemplaren van Egyptische strijdwagens zijn de zes strijdwagens uit de tombe van Toetanchamon.

### Myceners
De Myceners maakten duidelijk gebruik van stijdwagen in hun gevechten. Administratieve lijsten in Lineair B, vooral in Knossos (op Kreta), vermelden strijdwagens (wokha) en hun reserve-onderdelen en equipage. Ze maakten ook een onderscheid tussen ineengezette en niet ineengezette strijdwagens. Het Lineair B-ideogram voor een strijdwagen (B240, Ì) is een abstracte tekening, die twee vierspakige wielen toont. De strijdwagens geraakten in onbruik met het eind van de Myceense beschaving, en zelfs in de Ilias gebruiken de helden de strijdwagens slechts als transportmiddel, en stappen af alvorens de vijand tegemoet te treden in de strijd. Strijdwagens werden enkel behouden in rennen tijdens publieke feesten, of voor processies, zonder blijkbaar enige verandering te ondergaan, met een vorm die overeenkwam met de beschrijving van Homeros, hoewel het licht van bouw was, daar het enkel de wagenmenner moest dragen. De Ilias beschrijft ook een strijdwagenren, bij de begrafenis van Patroclos (Ilias XXIII 262–613.).

### Strijdwagens in de Bijbel
Strijdwagens worden vaak vermeld in het Oude Testament, in het bijzonder door de profeten, als oorlogsinstrument of als symbolen van macht en glorie. Het eerst vermeld in het verhaal van Jozef (Genesis 50:9), "ijzeren strijdwagens" worden tevens vermeld in Jozua (17:16,18) en Richteren (1:19,4:3,13) als wapen van de Kanaänieten. I Samuel 13:5 vermeldt (met overdreven aantallen) strijdwagens van de Filistijnen, die soms geïdentificeerd worden met de Zeevolkeren of Myceners. Enkele voorbeelden uit de Nieuwe Bijbelvertaling (2004):

Vriendin van mij,

met een merrie voor farao’s wagen

vergelijk ik jou!
(Hooglied 1:9.)
Ze vulden hun land met zilver en goud,

hoe meer schatten, hoe beter.

Ze vulden hun stallen met paarden,

hoe meer wagens, hoe beter.
(Jesaja 2:7.)
Daar doemt de vijand op,

als een jagende wolk,

zijn wagens razen als een wervelwind,

zijn paarden gaan sneller dan adelaars.

"Wee ons! Het is met ons gedaan."
(Jeremia 4:13.)

### Mesopotamië tijdens de ijzertijd
Waarschijnlijk doordat de Hettieten en Mitanni hem gebruikten, had de strijdwagen zich rond het 1e millennium v.Chr. over geheel Mesopotamië en Elam verspreid. Bij de Assyrische en Babylonische oorlogsvoering werd er nog steeds zeer veel gebruik van gemaakt, hoewel de bruikbaarheid ervan tijdens de late Bronstijd voorbij was. De strijdwagen werd meer een symbool van militaire macht en het voertuig waarop koningen en veldheren het slagveld inspecteerden.
Het Perzische Rijk volgde rond het midden van het 1e millennium Elam op. Zij waren misschien wel de eerste om vier (in plaats van twee) paarden voor hun strijdwagens te spannen. Ze ontwikkelden bovendien een type strijdwagen met scherpe, sikkelvormige uiteinden aan de wielassen (Perzische strijdwagens). Cyrus de Jongere gebruikte deze strijdwagens in groten getale. Herodotus vermeldt dat de Indussatrapie cavalerie en strijdwagens leverde voor Xerxes' leger. Desalniettemin, rond deze tijd was cavalerie veel effectiever en wendbaarder dan de strijdwagen, en de nederlaag van Darius III in de slag bij Gaugamela (331 v.Chr.), waar het leger van Alexander eenvoudigweg hun linie opende om de strijdwagens door te laten en vervolgens hen van achter aan te vallen, betekende het einde van de periode van de strijdwagen.

## Noord-Europa

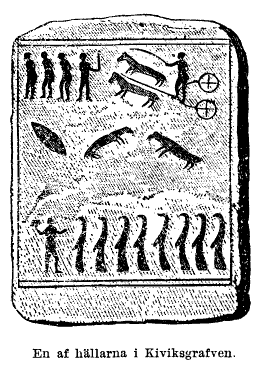
Een petroglief in het graf van Kivik, ca 1000 v.Chr.

De zonnestrijdwagen van Trundholm is gedateerd rond 1400 v.Chr. Het paard dat de zonneschijf trekt rolt op vier wielen en de zon zelf op twee. Alle wielen hebben vier spaken. De "strijdwagen" bestaat enkel uit de zonneschijf, de draagas en de wielen, en het is onduidelijk of de zon wordt voorgesteld als zelf een strijdwagen of als een strijdwagenmenner. De aanwezigheid van een door paarden getrokken voertuig op tweespakige wielen in Noord-Europa in zo'n vroege periode is in elk geval opvallend.
Naast de zonnestrijdwagen van Trundholm zijn er een aantal petrogliefen uit de Noordse bronstijd die strijdwagens weergeven, zoals een van de steenplaaten in het graf van Kivik (ca. 1000 v.Chr.), dat een strijdwagen voorstelt met twee vierspakige wielen getrokken door twee paarden.

## Zuid-Europa
Herodotus vertelt ons over het wijdverspreide gebruik van strijdwagens op de Pontisch-Kaspische Steppe bij de Sigynnae.
De enige intact teruggevonden Etruskische strijdwagen dateert van ca. 530 v.Chr. Hij is met bronskleurige platen verfraaid die herinneren aan de Ketel van Gundestrup. Zijn wielen hebben negen spaken. Hij maakte deel uit van een strijdwagengraf.

## Kelten
De Kelten maakten veel gebruik van strijdwagenmakers, en het Nederlandse woord kar is waarschijnlijk via het Latijnse carrum, van het Gallische karros afgeleid. Rond de twintig strijdwagenbegraafplaatsen uit de IJzertijd zijn opgegraven in Groot-Brittannië, ruwweg daterend tussen 500 v.Chr. en 100 v.Chr., de meeste in East Riding of Yorkshire, met een uitzondering in 2001 te Newbridge, 10 km ten westen van Edinburgh.
De Keltische strijdwagen werd mogelijk carpentom genoemd en werd getrokken door een tweespan paarden. Hij mat ongeveer twee meter in breedte en vier in lengte. De ijzeren wielband was waarschijnlijk een Keltische vinding. Buiten de ijzeren wielbanden en ijzeren armatuur van de naaf bestond de wagen uit hout en vlechtwerk. In sommige gevallen versterkten ijzeren ringen de verbindingspunten. Een andere Keltische uitvinding was de loshangende as, met een koord opgehangen aan de wagenbak. Dit resulteerde in een veel comfortabelere rit op hobbelig terrein.
Volgens Tacitus (Annales XIV 35) sprak Boudicca, een Keltisch stamhoofd die de Iceni en een aantal ander Keltische stammen aanvoerde in een grote opstand tegen de bezettende Romeinse legermacht, haar troepen toe vanaf een strijdwagen om door de linies te rijden voor de slag bij Watling Street in 61 n. Chr.:
Boudicca curru filias prae se vehens, ut quamque nationem accesserat, solitum quidem Britannis feminarum ductu bellare testabatur ...

"Boudicca [die haar] dochters voor zich uitstuurde in de strijdwagen, elke keer als ze een stam had benaderd, bewees zeker de gewoonte van de Britten om onder gezag van een vrouw oorlog te voeren ...
De Keltische strijdwagen (edessa/edessum) droeg een menner en een strijder. Hij werd waarschijnlijk in groten getale aangewend om de vijand tot actie te doen overgaan. De soldaat steeg meestal af om zijn strijd uit te vechten, om weer te worden opgepikt wanneer de onmiddellijke taak was gedaan. Dit gebruik ging in de richting van een combinatie van de mobiliteit van cavalerie met de stabiliteit van de infanterie. In gladiatorengevechten werd een dergelijke strijdwagen aangewend door de essedarii.

## Klassieke oudheid

### Griekenland

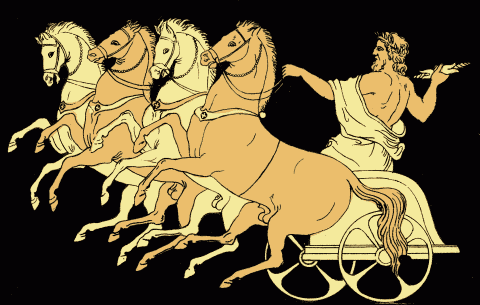
De strijdwagen van Zeus (illustratie uit Alfred Church, Stories from the Greek Tragedians (1879)

De Grieken hadden in de klassieke periode een (nog steeds inefficiënte) cavalerie en het rotsachtige terrein van het Griekse vasteland leende zich niet voor voertuigen met wielen. Desalniettemin behield de strijdwagen zijn hoge status, waaraan de herinnering levendig werd gehouden in de epische poëzie en hij werd aangewend voor wagenrennen bij de Olympische Spelen en Panathenaeën.

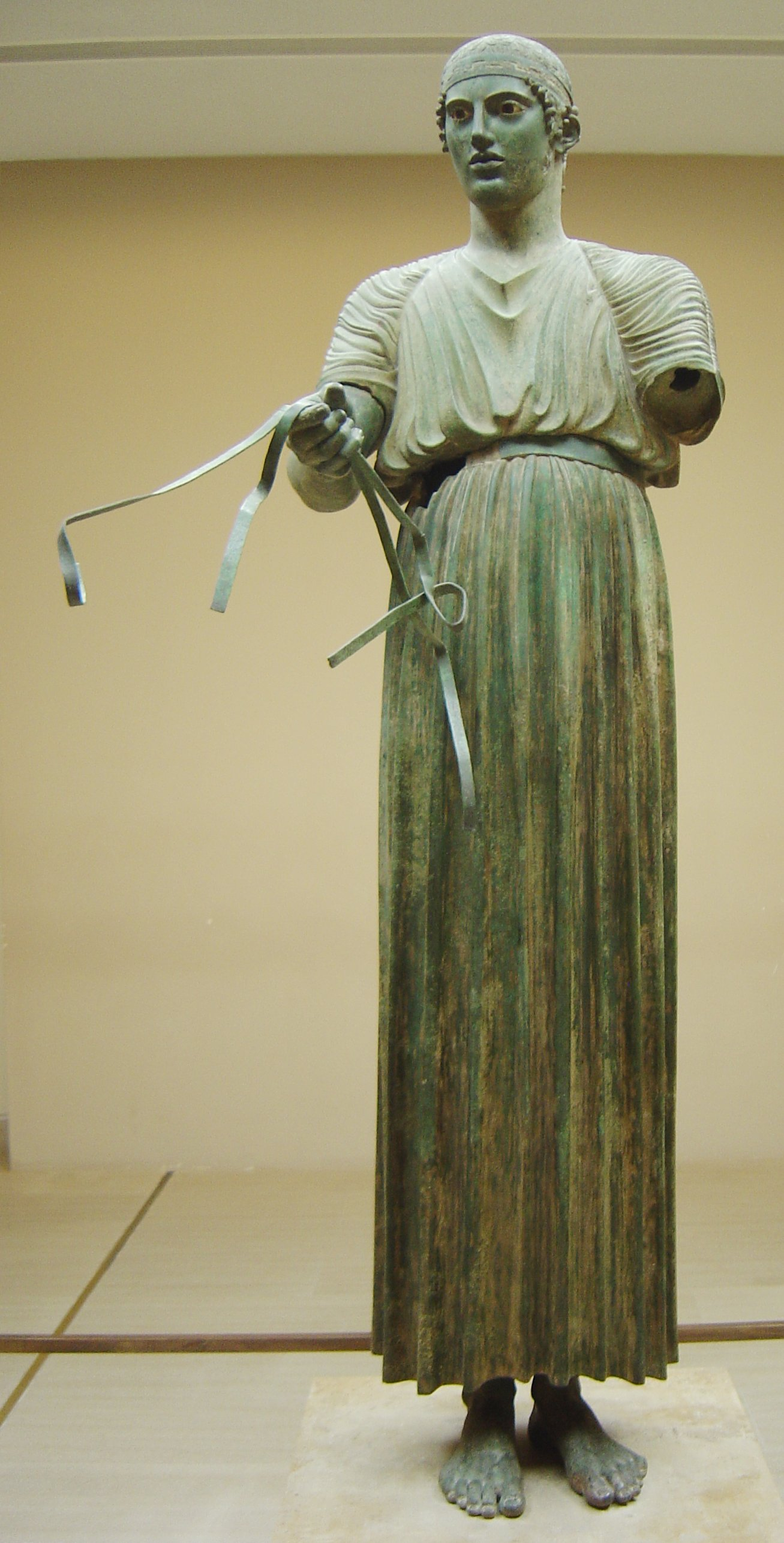
Wagenrennen werden gehouden tijdens alle panhelleense Spelen. Dit beeld van een menner werd gevonden te Delphi.

Griekse strijdwagens waren ontworpen om te worden getrokken door twee paarden die met hun juk door middel van een pen aan een centrale dissel werden bevestigd. Indien er nog twee paarden aan werden toegevoegd, werden ze net zoals het eerste paar paarden verbonden aan het juk, maar trokken de wagen aan lange strengen. Dit vergemakkelijkte het nemen van bochten bij races, zoals men kan zien op twee pan-Athenaïsche prijsvazen in het British Museum. De biga zelf bestond uit een zitting die rustte op de draagas, met een reling aan beide zijde om de menner te beschermen tegen de wielen. Omdat dit de enige verbintenissen waren van de wagen met de paarden, bemoeilijkte dit het keren van de wagen.

### Romeinse Rijk

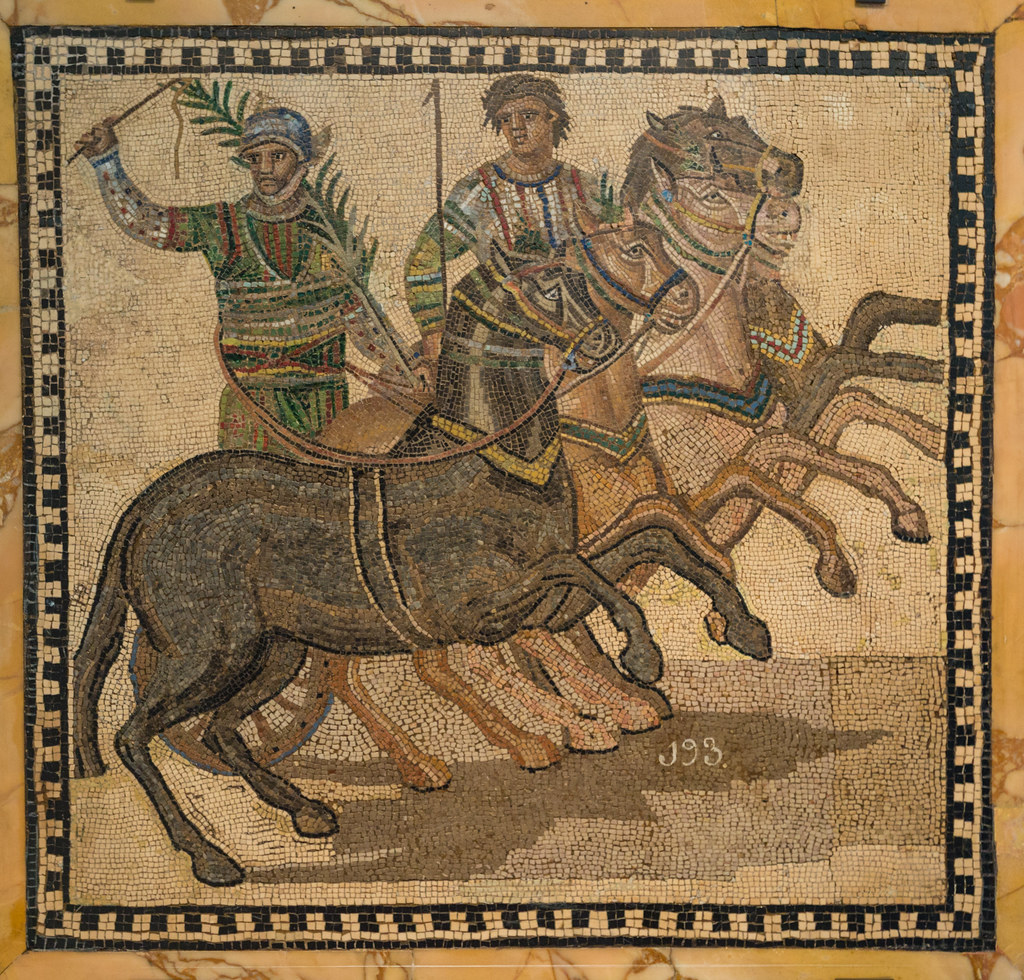
Een winnaar van een Romeinse wagenrace

Het Latijn heeft er twee woorden voor: een biga is een door twee paarden getrokken strijdwagen en een quadriga is een door vier paarden getrokken strijdwagen.
De Romeinen ontleenden de wagenrennen waarschijnlijk aan de Etrusken, die op hun beurt ze dan weer zouden hebben ontleend aan de Kelten of de Grieken, maar de Romeinen werden ook rechtstreeks beïnvloed door de Grieken, in het bijzonder nadat men Griekenland had veroverd in 146 v.Chr. In het Romeinse Rijk werden strijdwagens niet gebruikt in de krijgsvoering, maar voor wagenrennen of processies, waarbij ze getrokken konden worden door wel tien paarden en zelfs door honden, tijgers, olifanten of struisvogels. De voornaamste plaats voor wagenrennen was het Circus Maximus, gelegen in de vallei tussen de Palatijn en de Aventijn te Rome. De renbaan bood plaats aan twaalf strijdwagens en de beide zijden van de renbaan waren van elkaar gescheiden door een spina in het midden. Wagenrennen bleven populair in het Byzantijnse Rijk in de Hippodroom van Constantinopel, zelfs na de afschaffing van de Olympische Spelen, totdat ze door het Nika-oproer in de 6e eeuw even een terugval zouden kennen.

## Russische Tatsjanka

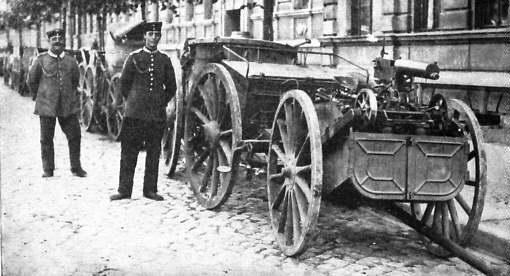
Russische tatsjanka uit de Eerste Wereldoorlog door de Duitsers veroverd en tentoongesteld in Berlijn

De strijdwagen kende een korte heropleving tijdens de Russische Burgeroorlog van 1918 tot 1920, toen de "tatsjanka", een kar of wagen met een machinegeweer erop gemonteerd, een beperkt aantal tactische successen behaalde voor het Rode Leger. Daar het machinegeweer van de paarden moest zijn weggericht, werd het gebruikt om te schieten in een richting tegenover of ter zijde van de rijrichting. Een man dreef de paarden voort, terwijl een andere, of een team van twee man, het machinegeweer bediende.
Misschien is de wagen geconstrueerd voor een film om het moreel op te krikken, want doelschieten tijdens het rijden was praktisch onmogelijk. Wanneer zijn gewone, niet-artilleriewielen instortten of een paard werd doodgeschoten was het apparaat onbruikbaar. Aan de foto te zien is het wapen in de tatsjanka op eenzelfde wijze als een artillerieaffuit met paardentractie ontworpen. Met andere woorden, het was om de cavalerie te begeleiden of eraan vooraf te gaan, om in stand de bemanningen van het vijandelijke infanteriegeschut in dekking te dwingen terwijl de cavalerie naderde. Het is opmerkelijk dat op de foto het affuit met artilleriewielen is uitgerust maar het munitievoertuig niet. In 1898 maakten Vickers & Sons and Maxim een vierspan munitiewagen die een 37 mm marinekanon op een affuit trok. Tegelijkertijd fabriceerden ze een tweespanaffuit voor directe vuursteun met een beperkte munitievoorraad en een gelijksoortig voertuig met een enkel paard. In beide laatste gevallen was het wapen een Vickers-Maxim .303 inch machinegeweer.

## Verder lezen
- (en)  J.E. Chamberlin, Horse: How the horse has shaped civilizations, New York, 2006. ISBN 0974240591
- (en)  A. Cotterell, Chariot: From chariot to tank, the astounding rise and fall of the world's first war machine, Woodstock - New York, 2005. ISBN 1585676675
- (en)  J.H. Crouwel, Chariots and other means of land transport in Bronze Age Greece, Amsterdam, 1981. ISBN 9071211037
- (en)  J.H. Crouwel, Chariots and other wheeled vehicles in Iron Age Greece, Amsterdam, 1993. ISBN 9071211215
- (en)  R. Drews, The coming of the Greeks: Indo-European conquests in the Aegean and the Near East, Princeton, 1988. ISBN 069103592X (= 1989) ISBN 0691029512
- (en)  R. Drews, The end of the Bronze Age: Changes in warfare and the catastrophe ca. 1200 B.C., Princeton, 1993. ISBN 0691048118 (= 1995) ISBN 0691025916
- (en)  R. Drews, Early riders: The beginnings of mounted warfare in Asia and Europe, New York, 2004. ISBN 0415326249
- (en)  M.A. Littauer - J.H. Crouwel, Chariots and related equipment from the tomb of Tutankhamun (Tutankhamun's Tomb Series, 8), Oxford 1985. ISBN 0900416394
- (en)  M.A. Littauer - J.H. Crouwel - P. Raulwing (edd.), Selected writings on chariots and other early vehicles, riding and harness, Leiden, 2002. ISBN 9004117997
- (nl)  F. Meijer, Wagenrennen. Spektakelshows in Rome en Constantinopel, Amsterdam, 2004. ISBN 9025334148
- (en)  S. Piggot, The earliest wheeled transport from the Atlantic Coast to the Caspian Sea, Ithaca (NY), 1983. ISBN 0801416043
- (en)  S. Piggot, Wagon, chariot and carriage: Symbol and status in the history of transport, Londen, 1992 ISBN 0500251142
- (en)  M. Pogrebova The emergence of chariots and riding in the South Caucasus, in Oxford Journal of Archaeology 22 (2003), pp. 397–409.
- (en)  B.I. Sandor, The rise and decline of the Tutankhamun-class chariot, in Oxford Journal of Archaeology 23 (2004), pp. 153–175.
- (en)  B.I. Sandor, Tutankhamun's chariots: Secret treasures of engineering mechanics, in Fatigue & Fracture of Engineering Materials & Structures 27 (2004), pp. 637–646.
- (en)  M. Sparreboom, Chariots in the Veda, Leiden, 1985. ISBN 9004075909